# Freire Gomes

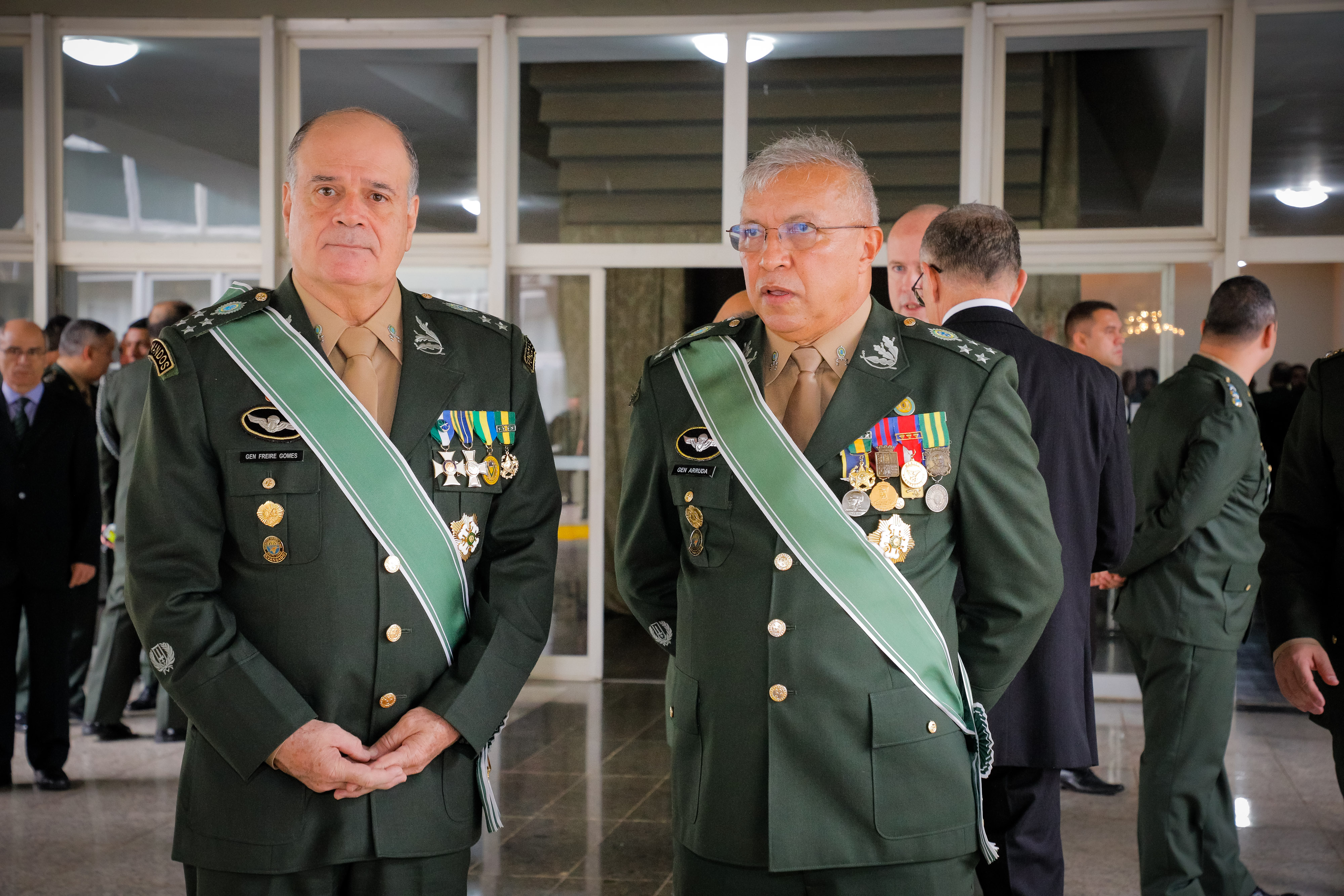
.

Marco Antônio Freire Gomes GCMM (Pirassununga, 31 de julho de 1957) é um general do Exército Brasileiro, tendo servido como Comandante do Exército entre março e dezembro de 2022.

## Carreira militar

### Oficial
É filho do Coronel de Cavalaria Francisco Valdir Gomes e da senhora Maria Enilda Freire Gomes.
Oriundo dos Colégios Militares do Rio de Janeiro e de Fortaleza, ingressou na carreira militar em 14 de fevereiro de 1977, na Academia Militar das Agulhas Negras. Foi declarado aspirante-a-oficial da Arma de Cavalaria, em 15 de dezembro de 1980.
Durante a sua carreira militar, serviu em unidades de Cavalaria, como o 10º Regimento de Cavalaria Mecanizado, em Bela Vista; o 10º Esquadrão de Cavalaria Mecanizado, em Recife; e o 16º Regimento de Cavalaria Mecanizado, em Bayeux. Serviu também no 1º Batalhão de Forças Especiais e no Comando da Brigada de Infantaria Paraquedista, ambos no Rio de Janeiro.
Integrou o Grupo de Observadores das Nações Unidas na América Central e foi instrutor da Seção de Instrução Especial da Academia Militar das Agulhas Negras. Foi também, o primeiro Comandante do 1.º Batalhão de Ações de Comandos, em Goiânia.
Ainda como oficial superior, exerceu as funções de Chefe da Divisão de Operações e Chefe da Divisão de Inteligência do Gabinete de Segurança Institucional da Presidência da República (GSI/PR), em Brasília; Chefe do Serviço Militar Regional do Comando da 11ª Região Militar, também em Brasília; Adido Militar de Defesa e do Exército junto à Embaixada do Brasil no Reino da Espanha; Chefe da Seção de Doutrina e Assistente da 3ª Subchefia do Estado-Maior do Exército, em Brasília; Oficial do Estado-Maior Conjunto das Forças Armadas no Ministério da Defesa, também em Brasília.

### Oficial general
Como Oficial General, exerceu os cargos de Comandante do Comando de Operações Especiais, em Goiânia; 1º Subchefe do Comando de Operações Terrestres, em Brasília; Comandante da 10ª Região Militar, em Fortaleza; Secretário-Executivo do GSI/PR.
Promovido a General de Exército em 31 de julho de 2018, foi Comandante Militar do Nordeste, em Recife, entre 21 de agosto de 2018 e 3 de setembro de 2021.
Em seguida, foi Comandante de Operações Terrestres, em Brasília, de 9 de setembro de 2021 a 30 de março de 2022.
Em 27 de novembro de 2024, a Polícia Federal afirma, no relatório final da investigação sobre golpe, que a tentativa golpista de Jair Bolsonaro e aliados não foi concretizada porque a maioria do Alto Comando do Exército e os comandantes do Exército e da Aeronáutica no final de 2022 "não cederam a pressões golpistas". Conforme o relatório da PF, os comandantes do Exército e da Aeronáutica não deram o suporte armado para que o presidente da República consumasse o golpe de Estado.

## Condecorações
| Insígnia | País   | Honra                           | Data                   |
| -------- | ------ | ------------------------------- | ---------------------- |
|          | Brasil | Grã-Cruz da Ordem de Rio Branco | 25 de novembro de 2021 |